# Брајтинген
Брајтинген (њем. Breitingen) општина је у њемачкој савезној држави Баден-Виртемберг. Једно је од 55 општинских средишта округа Алб-Донау-Крајс. Према процјени из 2010. у општини је живјело 263 становника. Посједује регионалну шифру (AGS) 8425024.

## Географски и демографски подаци
Брајтинген се налази у савезној држави Баден-Виртемберг у округу Алб-Донау-Крајс. Општина се налази на надморској висини од 522 метра. Површина општине износи 2,9 km². У самом мјесту је, према процјени из 2010. године, живјело 263 становника. Просјечна густина становништва износи 91 становника/km².